# Pinus remota
Pinus remota là một loài thực vật hạt trần trong họ Thông. Loài này được (Little) D.K.Bailey & Hawksw. miêu tả khoa học đầu tiên năm 1979.